# ۱۴۵۲ (میلادی)
۱۴۵۲ (میلادی) هزار و چهارصد و پنجاه و دومین سال تقویم میلادی است.

## زادگان
- ۱۵ آوریل – لئوناردو دا وینچی، از برجسته‌ترین هنرمندان و دانشمندان جهان (د. ۱۵۱۹)
- ۲۱ سپتامبر – جیرولامو ساونارولا، سیاست‌مدار ایتالیایی (د. ۱۴۹۸)